# Суд надзорной инстанции
Суд надзорной инстанции — судебная инстанция, проверяющая законность решений нижестоящих судов, вступивших в законную силу в порядке надзорного производства. Надзорное производство является исключительной стадией уголовного, административного и гражданского, а также арбитражного судопроизводства в Российской Федерации. В качестве судов надзорной инстанции выступает Верховный Суд РФ, на который Конституцией РФ возлагается обязанность осуществления судебного надзора за нижестоящими судами. 
Исключение составляет рассмотрение дел по административным правонарушениям, в которых Верховный Суд РФ является следующей надзорной инстанций по отношению к верховным судам республик, краевым, областным судам, судам городов федерального значения, судам автономной области, которые сохранили полномочия по первичному рассмотрению надзорных жалоб и представлений (статья 30.13. Кодекса РФ об административных правонарушениях ).

## Полномочия суда надзорной инстанции
Суд, рассмотрев дело в порядке надзора, вправе:
1) оставить судебное постановление суда первой, второй или надзорной инстанции без изменения, надзорную жалобу или представление прокурора о пересмотре дела в порядке надзора без удовлетворения;
2) отменить судебное постановление суда первой, второй или надзорной инстанции полностью либо в части и направить дело на новое рассмотрение;
3) отменить судебное постановление суда первой, второй или надзорной инстанции полностью либо в части и оставить заявление без рассмотрения либо прекратить производство по делу;
4) оставить в силе одно из принятых по делу судебных постановлений;
5) отменить либо изменить судебное постановление суда первой, второй или надзорной инстанции и принять новое судебное постановление, не передавая дело для нового рассмотрения, если допущена ошибка в применении и толковании норм материального права;
6) оставить надзорную жалобу или представление прокурора без рассмотрения по существу.
Суд надзорной инстанции не имеет права признать доказанными обстоятельства, которые не были установлены судами предыдущих инстанций.
Законом определены случаи, в которых суд надзорной инстанции отменяет или изменяет судебное постановление. Так, судебные постановления подлежат отмене судом надзорной инстанции, если при рассмотрении дела в порядке надзора Президиум Верховного Суда Российской Федерации установит, что соответствующее обжалуемое судебное постановление нарушает:
1) права и свободы человека и гражданина, гарантированные Конституцией Российской Федерации, общепризнанными принципами и нормами международного права, международными договорами Российской Федерации;
2) права и законные интересы неопределенного круга лиц или иные публичные интересы;
3) единообразие в толковании и применении судами норм права.